# Гладченко, Владимир Дмитриевич
Владимир Дмитриевич Гладченко (17 апреля 1945, Бердск, Новосибирская область СССР — 17 ноября 2008, Аксай, Ростовская область Россия) — краевед, историк, создатель и первый директор (до 31.12. 2005) Аксайского военно-исторического музея. Почётный гражданин города Аксая (1999). Заслуженный работник культуры Российской Федерации (1999).

## Биография

### Ранние годы
Родился 17 апреля 1945 года в г. Бердске Новосибирской области. В 1957 году родители Гладченко переехали в станицу Аксайскую-на-Дону, которая в декабре того же года получила статус города. Учился в СОШ № 1, где в 1948 году учителем истории А. Н. Скриповым был создан музей. (А. Н. Скрипов (1905—1985) — фронтовик, член СП СССР, автор стихотворного перевода«Слова о полку Игореве» и др. произведений. В 1952 году в школе побывал С. Я. Маршак, завязалась переписка с краеведами. В 1953 году музей был ограблен. Скрипов охладел к краеведческой работе, а в 1960 году уехал из Аксая).
Володя Гладченко увлекался коллекционированием, его коллекции имели историческую направленность. В Аксае для этого были богатые возможности: древнее Кобяково городище, балки Мухина и Кленовая хранили следы недавних боёв, в подворьях жителей нередки были находки казачьих времён. Сформировался домашний «музей» Владимира Гладченко, о котором рассказали на страницах местной газеты *1.
С 1971 по 1975 год В. Д. Гладченко работал ответственным секретарём районного отделения ВООПИиК и учился заочно на истфаке Ростовского госуниверситета. Им был составлен полный свод памятников истории и культуры Аксая и Аксайского района, была проведена кропотливая работа по установлению фамилий воинов, погибших в годы Великой Отечественной войны на территории района, дополнен список аксайчан — Героев Советского Союза, исследованы их биографии, установлены памятные доски на исторических зданиях и объектах г. Аксая.

### Работа по созданию музея города Аксая
В 1975 году В. Д. Гладченко предложили общественную работу с «трудными» подростками. Он увлёк их идеей создания музея в г. Аксае, власти выделили для кружка помещение. За год кружковцами было собрано более 2,5 тысяч экспонатов. В сентябре 1976 года В. Д. Гладченко принял по описи ещё 640 экспонатов — всё, что осталось от школьного музея А. Н. Скрипова. С этого времени Владимир Гладченко сосредоточил все усилия на музейной работе, уже официально. Фактически датой отсчёта истории Аксайского музея был 1975 год — год создания кружка для трудных подростков. Но, в знак уважения к заслугам А. Н. Скрипова, В. Д. Гладченко решил датой основания считать 28 октября 1948 года — день открытия первой экспозиции, посвящённой 30-летию ВЛКСМ.
В 1978 году школьный музей подготовил экспозицию к 60-летию ВЛКСМ, которую открыл прославленный земляк, дважды Герой Советского Союза Николай Дмитриевич Гулаев.
Первостепенной задачей В. Д. Гладченко считал возвращение здания, которое сейчас фигурирует как «Домик Суворова» (в 50-е годы 2-й этаж передавался музею, но после отъезда А. Н. Скрипова, экспонаты вернули в школу). С 20.04.1980 г. открылись экспозиции и проводились экскурсии на обоих этажах. Посетил музей и А. Н. Скрипов, за которым В. Д. Гладченко ездил в Азов. В 1981 году в Аксае был проведён 1-й Пушкинский праздник на территории, которая связана с пребыванием Пушкина и сейчас входит в музейный комплекс «Почтовая станция XIX века». У истоков традиции проведения Пушкинских праздников в Аксае стояли В. Д. Гладченко, ростовский коллекционер-пушкинист Л. Ф. Тартынский, представители Донского пушкинского общества во главе с В. Д. Липковичем (1949—2019). Был приглашён А. Н. Скрипов, гости из Ростова-на-Дону, Новочеркасска и других мест. В июне 1986 года состоялся 2-й Пушкинский праздник, далее такие праздники проводились ежегодно. В минувшем 2019 году состоялся 35-й Пушкинский праздник в Аксае.
Параллельно В. Д. Гладченко и объединившиеся вокруг него энтузиасты занимались расчисткой и приведением в порядок исторического объекта, который сейчас входит в музейный комплекс «Таможенная застава XVIII века». Остро стоял вопрос о штатных единицах сотрудников музея, не было условий надлежащего хранения экспонатов. Двух этажей старинного куреня казаков Рудухиных, то есть «Домика Суворова», оказалось недостаточно для растущего и развивающегося музея, который числился школьным.
Работа начала давать результат. В 1984 году музею при школе было присвоено звание «Народный музей» (приказ № 62 от 02.02.84 г. министерства культуры РСФСР). Нехватку штатных сотрудников местные власти восполняли, направляя в музей временных работников, зарплату которым выплачивало шефствующие предприятия, по такой же схеме решались вопросы ремонта помещений и расходов на подготовку выставок. Экскурсии проводили старшеклассники, подготовленные В. Д. Гладченко. Сам руководитель отпуска проводил в столичных библиотеках и архивах, буквально по крупицам собирая сведения об Аксае.
В 1981—1983 годах об Аксайском музее прошёл ряд публикаций в областных и столичных газетах, связано это было с 17-тью письмами на фронт, найденными при сносе дома в г. Ростове-на-Дону. В музей их принёс школьник, к нему письма попали от соседа, работавшего на сносе дома. В. Д. Гладченко скопировал письма и разослал по обратным адресам — тем, кто писали их на фронт. Обнаружилось много интересного о судьбах фронтовиков и их родных. Газета «Советская Россия» (г. Москва) открыла рубрику "Операция «Ростовские письма» и вела её больше года. Журналист М. С. Крушинский(1940—2005) писал: «…человек, родившийся в год окончания войны, дал письмам вторую жизнь. Есть люди, с которыми просто пройтись по улице — уже удовольствие. Для них каждый дом, каждая резная ставня, даже тумба при дороге — рассказчик, свидетель давних и не очень давних эпох. Таков Гладченко» *3.
В 1985 году в Аксае открыли памятник «Переправа», посвящённый воинам-зенитчикам, защищавшим в годы Великой Отечественной войны Аксай от налётов фашистской авиации. В. Д. Гладченко приложил немалые усилия к осуществлению этой инициативы. На открытие памятника был приглашён, в числе других ветеранов-фронтовиков, известный актёр В. А. Этуш, который был некоторое время «комендантом» Аксайской переправы.

### Музей истории города Аксая (МИГА)
1 июля 1987 года Музей истории города Аксая (МИГА) стал «внебюджетным филиалом» Старочеркасского историко-архитектурного музея-заповедника, у музея появилось штатное расписание и сотрудники. Чуть ранее вышли распоряжения и постановления органов районной и областной исполнительной власти о передаче музея в ведомство Аксайского райотдела культуры, а также о передаче музею зданий по ул. Будённовский спуск («Домик почтового смотрителя» и «Гостиница» входящие в музейный комплекс «Почтовая станция») и подземных сооружений по ул. Грушевская, с прилегающей территорией балки Малый лог.
Это был успех, но и большой вызов — объём работ предстоял колоссальный. К тому же, здания передавались только на бумаге. В одном жили семьи рабочих стекольного завода, другое принадлежала филиалу ростовского предприятия. «Подземные сооружения» на тот момент уже не использовались в качестве склада, но подходы к ним находились на личных подворьях. Эти вопросы надо было решать.
У Владимира Гладченко был особый дар увлечь идеей создания музея окружающих. В годы, когда останавливались предприятия, рушилось государство, Аксайский музей развивался: 1991 года начала принимать экскурсии «Таможенная застава», в 1992 году открылись первые экспозиции на «Почтовой станции». Многое делалось методом «народной стройки», самоотверженным трудом В. Д. Гладченко, сотрудников музея и десятков энтузиастов *4. 30 сентября 1992 года МИГА получил статус государственного учреждения культуры, а заведующий музеем В. Д. Гладченко стал его директором.
Как депутат местного совета В. Д. Гладченко возглавил движение «зелёных» за придание статуса природного заповедника балке Малый лог (Мухина балка). Был он и в числе активистов движения по возрождению на Дону казачьих традиций — в звании войскового старшины входил в состав правления Аксайской станицы.
В. Д. Гладченко добивался создания музейного ансамбля на базе родового имения атамана М. И. Платова в хуторе Малый Мишкин Аксайского района и музея первой на Дону и Юге России железной дороги, построенной в 1864 году от Грушевских угольных рудников до Аксайской пристани. Мухина балка была спасена от застройки, но с филиалами Аксайского музея в Малом Мишкине и на о/п Берданосовка Северо-Кавказской железной дороги у Владимира Дмитриевича и его единомышленников ничего не получилось. В имении героя Отечественной войны 1812 года до сих пор находится отделение областной психиатрической больницы, а здание депо в Берданосовке попросту разобрали на кирпичи местные жители.
Тем не менее, и «Таможня», и «Почтовая» всё больше становились центрами притяжения для творческих людей. На Пушкинских праздниках в 1-ю субботу июня собирались поэты и писатели, а также ценители литературы разных возрастов со всей Ростовской области, стал традиционным осенний фестиваль поэзии и бардовской песни на Таможенной заставе. В 1995 году к 425-летию Аксая был издан буклет, текст которого написал В. Д. Гладченко. Владимир Дмитриевич был постоянным автором газеты «Победа» Аксайского района, если издать хотя бы самое интересное из его статей, получился бы увесистый том.
В 1998 году было принято решение о создании при Музее истории г. Аксая Военно-исторического комплекса (ВИК). Это единственный музейный объект в становлении которого Владимиру Дмитриевичу оказывалась поддержка на федеральном уровне, распоряжения о передаче музею образцов военной техники отдавались в высоких московских кабинетах, на областном и районном уровне решались вопросы об отводе территории, выделении штатных единиц сотрудников. Причём, контроль исполнения взяли на себя полпред Президента РФ в ЮФО генерал В. Г. Казанцев и атаман ВКО ВВД В. П. Водолацкий. Вскоре на базе ВИК открылся областной лагерь допризывной подготовки подростков «Донцы». Однако финансирование комплекса было слабым, а поступил он в ведение музея не напрямую от военных, а после нескольких лет запустения и пожаров в подземных сооружениях ЗКП Северо-Кавказского военного округа. Состояние объекта было ужасным и коллективу музея пришлось приложить титанические усилия, чтобы там можно было проводить экскурсии. Но выставка военной техники под открытым небом (артиллерийские орудия, танки, бронетранспортёры, самолёты) пополнялась и быстро набирала популярность у посетителей музея из разных концов Ростовской области. Несмотря на помощь властных структур, до музея так и «не доехали» обещанные боевой вертолёт и самолёт Як-58.
В 1998 году на первом этаже «Гостиницы» открылась выставка археологических и палеонтологических находок, сделанных на территории Аксая и в его окрестностях, которая быстро стала популярной. Но «Звёздный час» комплекса «Почтовая станция XIX века» наступил во время празднования 200-летия А. С. Пушкина, в июне 1999 года. Двумя годами ранее В. Д. Гладченко познакомил с делами музея члена-корреспондента РАН Ю. А. Жданова (1919—2006), который 4 июля 1997 г. в письме в областную администрацию поделился впечатлениями: "Экспозиция (музея) обогащает посетителей, особенно молодёжь, уникальными знаниями о древности и современности не только Аксая, но фактически всего региона, содействует сохранению культурной традиции. Всё это осуществлено и развивается благодаря самоотверженному труду в первую очередь директора музея В. Д. Гладченко — подлинного энтузиаста культуры. Я поддержал бы предложение о присвоении ему звания «Заслуженный работник культуры Российской Федерации» *5.
О «создании Пушкинского музея» в Аксае ходатайствовал ещё в 1991 году академик Д. С. Лихачёв. К великому огорчению пушкинистов, комплекс «Почтовая станция» так и не стал полноценным пушкинским музеем, из-за формальных возражений некоторых коллег-историков. Да, в годы, когда проезжал через станицу А. С. Пушкин, почтовая станция находилась в Змиевской балке, в трёх вёрстах от Аксая, но из писем Н. Н. Раевского известно, что летом 1820 года Александр Сергеевич две ночи ночевал в Аксае. Переправа через Дон находилась в нескольких десятках метров от места, где ныне располагается музей. Весь XIX век в Аксае была единственная переправа через Дон по дороге на Кавказ, В. Д. Гладченко нашёл документальные подтверждения о пребывании в станице Аксайской императоров российских и многих известных деятелей.
В Указе № 408 президента РФ Б. Н. Ельцина «О награждении государственными наградами Российской Федерации» от 1.04.1999 г. В. Д. Гладченко значится 14-м в списке удостоенных почётного звания «Заслуженный работник культуры Российской Федерации». В том же году, 30 июля, ему было присвоено звание «Почётный гражданин города Аксая».

### От МИГА к АВИМу
В 2000 году вышла книга В. Д. Гладченко «Мидель аксайских судов», первая и единственная изданная при жизни. В книге рассказано о зарождении и развитии судостроения и судоремонта в Аксае, в том числе и о строительстве в Аксайском затоне судов Азовской гребной флотилии в годы Крымской войны. В 2003 году Владимир Гладченко был участником юбилейной программы ростовского телевидения «Провинциальный салон», о нём и о музее писали в областных газетах, снимали документальные фильмы. В этом же году Военно-историческому комплексу музея было присвоено имя дважды Героя Советского Союза Н. Д. Гулаева, а с декабря того же года Музей истории г. Аксая получил название Аксайский военно-исторический музей (АВИМ). В очерке «Гладченко и история» Елена Слепцова писала: «У Гладченко удивительная способность делать людей, далёких от истории, своими единомышленниками» *6.
Но директор музея подчиняется власти областного начальства, и существует правило: по достижению пенсионного возраста (тогда 60 лет для мужчины), с ним могут не продлить договор найма без указания причин. Так и случилось с В. Д. Гладченко в 2005 году. Юбилей у него был с горьким привкусом: до конца года доработать позволили, а на начало 2006-го был назначен конкурс на замещение вакансии директора АВИМ, в котором мог участвовать любой кандидат, но только не Владимир Дмитриевич. Не помогли ни публикации в прессе, ни ходатайство коллектива.
Казалось бы, справедливый закон: мало ли случаев, когда руководитель не справляется или злоупотребляет своими полномочиями. Но в ситуации с Аксайским музеем был один нюанс: Владимир Дмитриевич Гладченко, ещё, будучи заведующим школьным музеем, передал в его фонды большую часть своей личной коллекции старины, а потом в течение 30 лет фактически жил музеем, с коллективом единомышленников создал по-сути три самостоятельных музея и подарил их городу Аксаю. А его, полного сил и энергии, отправили на пенсию. Правда, работать рядовым сотрудником позволили. Он попробовал, но не выдержал. В. Д. Гладченко, как человек увлечённый, сам всецело отдавался делу и требовал этого от подчинённых. Не всем это нравилось. Когда появилась возможность, они стали сводить счёты.
Без дела Владимир Дмитриевич не оставался: писал и публиковал статьи в газетах, планировал создание музея истории Свято-Успенского храма в Аксае, пытался заняться написанием книг, материалы для которых собирал всю жизнь. Но 17 ноября 2008 года жизнь В. Д. Гладченко оборвалась.

## Память
Из предисловия к сборнику воспоминаний «Аксая добрый гений»: «Владимир Дмитриевич Гладченко — фигура знаковая не только для города Аксая, но, без преувеличения, и для всего Южного федерального округа. Уход человека такого масштаба потрясает, подавляет и оглушает. Осознание глубины потери придёт позднее, „лицом к лицу лица не увидать…“ А пока это издание — первая попытка отразить и выразить наши чувства и признательность В. Д. Гладченко» *7.
В апреле 2009 года, впервые без него, собрались друзья Владимира Дмитриевича. Такие встречи стали ежегодной традицией: в Аксае, на «Почтовой станции», в ближайшую к Володиному дню рождения субботу. Вспоминали его, обсуждали, что нужно сделать по сохранению памяти. 17 ноября 2009 года на здании по ул. Гулаева, 110 («Домик Суворова», администрация АВИМ) была открыта Памятная доска работы заслуженного художника РСФСР, профессора С. Н. Олешни. В 2010 году был издан 2-й выпуск сборника «Аксая добрый гений» и написанная В. Д. Гладченко, но не изданная при жизни книга «Дороги серебряной подковы Дона», в которой говорится, в том числе и об истории почтовой станции в Аксае и почтовой службы на Дону. 24 ноября 2010 года в Аксайской районной библиотеке им. Шолохова состоялась презентация этой книги, аналогичное мероприятие было проведено и в Донской государственной публичной библиотеке. 17 ноября 2013 г. в городе Аксае прошла торжественная церемония открытия Памятной доски на доме, где проживал В. Д. Гладченко. В 2018 году была открыта «звезда» Владимира Гладченко на Алее почётных граждан Аксайского района. В декабре того же года вышла книга «Аксайскому военно-историческому музею — 70 лет», написанная литератором и журналистом Ю. В. Трущелёвым по материалам, которые В. Д. Гладченко готовил к 60-летию музея, но не успел написать. Книга была издана на средства АВИМа и дополнена материалами его сотрудников о современном состоянии музея. В 19-м выпуске альманаха «Донской временник» была опубликована рецензия на эту книгу *8. Имя Владимира Гладченко получила улица в новом микрорайоне г. Аксая.
Друзья и единомышленники В. Д. Гладченко на первом Дне памяти намечали добиться присвоения его имени Аксайскому военно-историческому музею и, главное, — проведения регулярных краеведческих чтений в музее. Гладченковских, или Скриповско-Гладченковских, не столь важно, главное, чтобы была возможность встречаться краеведам и историкам разных поколений, чтобы сохранялась традиция.

### Книги В. Д. Гладченко (в том числе неизданные)
- Летопись Аксайской районной комсомольской организации (1920—1984 гг.): рукопись/ Аксай, 1984.
- Мидель аксайских судов. — Ростов-на-Дону: Терра, 2000. — 160 с.
- Дороги серебряной подковы Дона. — Ростов н/Д: Ирбис, 2010. — 193 с.[15]